# Прокл (цар Спарти)
Прокл (дав.-гр. Προκλέης, Προκλῆς) — легендарний цар Лаконії, який царював у XI столітті до н. е. Син Арістодема та Аргії, молодший брат-близнюк Еврісфена. Родоначальник царського роду Евріпонтидів. Разом з братом допоміг родичу Епіту захопити трон Мессенії.